# Johannes Lewis-Jonsson
Johannes Lewis-Jonsson, född den 10 juni 1908 i Malmö död den 19 augusti 1986 i Brunnby församling, Malmöhus län, var en svensk läkare. Han var son till Lewis Jonsson.
Lewis-Jonsson avlade studentexamen i Eslöv 1927, medicine kandidatexamen vid Lunds universitet 1931 och medicine licentiatexamen där 1936. Han promoverades till medicine doktor 1950. Lewis-Jonsson  var extra läkare vid Tyringe badanstalt 1934, assistentläkare, vikarierande amanuens och underläkare vid medicinska kliniken, lungkliniken och epidemisjukhuset i Lund 1937–1939, extra läkare vid Garnisonssjukhuset i Sollefteå 1937–1938, tillförordnad stadsläkare i Kalmar och Laholm korta perioder 1937 och 1938, underläkare och förste underläkare vid medicinska avdelningen på Växjö lasarett 1939–1943, amanuens vid pediatriska kliniken på Lunds lasarett 1943–1946, underläkare vid reumatologiska kliniken 1946–1947, förste underläkare vid medicinska avdelningen på Helsingborgs lasarett 1947–1949 och biträdande överläkare där 1949–1955. Han blev överläkare vid medicinska avdelningen på Alingsås lasarett 1955 och styresman där 1963. Lewis-Jonsson publicerade skrifter i pediatrik. Han blev riddare av Nordstjärneorden 1967. Lewis-Jonsson vilar på Brunnby kyrkogård.